# Acanthocyclops deminutus
Acanthocyclops deminutus is een eenoogkreeftjessoort uit de familie van de Cyclopidae. De wetenschappelijke naam van de soort is voor het eerst geldig gepubliceerd in 1954 door Sterba.